# Stanisław Szenic
Stanisław Szenic (ur. 13 stycznia 1904 w Pakości, zm. 28 listopada 1987 w Warszawie) – polski prawnik, pisarz, varsavianista.

## Życiorys
Ukończył Gimnazjum w Inowrocławiu oraz Wydział Prawno-Ekonomiczny Uniwersytetu Poznańskiego, pracował jako sędzia (m.in. przy Ministerstwie Spraw Zagranicznych i Ministerstwie Sprawiedliwości). Od października 1944 wraz z Bolesławem Rumińskim i Alfredem Wiślickim przygotowywał grupy operacyjne i jako pełnomocnik Komitetu Ekonomicznego przy Radzie Ministrów kierował przejęciem zakładów przemysłowych w województwie poznańskim (1945). Został w Poznaniu prezesem Polskiego Związku Zachodniego.
W latach 1945–1948 członek Polskiej Misji Wojskowej w Berlinie (w stopniu podpułkownika). Później był m.in. kierownikiem Działu Niemcoznawczego w Polskim Instytucie Spraw Międzynarodowych i kierownikiem Redakcji Literatury Niemieckiej w Państwowym Instytucie Wydawniczym (1955–1962).
Pierwszą książkę opublikował w 1937; był to komentarz prawniczy Nabycie obywatelstwa na mocy Konwencji Genewskiej dla Górnego Śląska. Po II wojnie światowej wydał kilkanaście książek, poświęconych historii Polski (w szczególności Warszawy) i tematyce niemcoznawczej.
Został pochowany na cmentarzu Powązkowskim (kwatera 150-3-4).

## Publikacje (m.in.)
- Generałowie i Hitler, Warszawa, Czytelnik, Spółdzielnia Wydawn.-Oświatowa, 1951.
- Za zachodnią miedzą
- Pitaval warszawski
- Pitaval wielkopolski
- Maria Szymanowska i jej czasy (z Teofilem Sygą), Warszawa, Państwowy Instytut Wydawniczy, 1960.
- Maria Kalergis, Warszawa, Państwowy Instytut Wydawniczy 1963.
- Franciszek Liszt, Warszawa, Państ. instytut wydawniczy 1969.
- Większy niż król ten książę, Warszawa, Wydawn. Ministerstwa Obrony Narodowej, 1976.
- Ongiś
- Najstarszy szlak Warszawy (z Józefem Chudkiem)
- Królewskie kariery warszawianek. Barbara Gizanka, Anna Orzelska, Julia Hauke, Warszawa, Iskry, 1971.
- Ochmistrzynie i faworyty królewskie, Warszawa, Iskry, 1961.
- Larum na traktach Warszawy
- Mars i Syrena
- Ani triumf, ani zgon, Warszawa, Wydawn. Ministerstwa Obrony Narodowej, 1969.
- Cmentarz Powązkowski (3 części:1790–1850, 1851–1890 i 1891–1918)
- Garść wspomnień, Poznań, Wydawn. Poznańskie, 1990, ISBN 978-83-210-0870-7.

## Odznaczenia
- Złoty Krzyż Zasługi (1946)[2]